# Kazuhiko Nishijima
Kazuhiko Nishijima (西島 和彦, Nishijima Kazuhiko) (Tsuchiura, 4 de outubro de 1926 - Tóquio, 15 de fevereiro de 2009) foi um físico japonês, especializado em física de partículas. Foi professor emérito nas Universidade de Tóquio e Universidade de Kyoto.
Nishijima foi indicado para o Prêmio Nobel de Física em 1960 e 1961.

## Formação acadêmica
Formado pela Imperial University of Tokyo em 1948, e obteve o seu doutorado em ciências pela Universidade de Osaka em 1955.

## Principal trabalho
O seu principal trabalho é conhecido como Fórmula de Gell-Mann-Nishijima. Em 1950, enquanto estava na Universidade de Osaka, Nishijima foi contratado por Yoichiro Nambu para trabalhar nas teorias conhecidas como força forte e matéria estranha (então chamadas de partículas V). Durante o estudo destas partículas, Nishijima desenvolveu, com Tadao Nakano, uma fórmula que relacionava os números quânticos dessas partículas. Em estudo paralelo e de forma independente o físico Murray Gell-Mann, chegou as mesmas conclusões, consagrando a fórmula de Gell-Mann-Nishijima (ou às vezes chamada de fórmula NNG, para Nishijima, Nakano e Gell-Mann).
{\displaystyle Q=I_{\text{3}}+{\frac {B+S}{2}}}
onde Q é a carga elétrica, {\displaystyle I_{\text{3}}} é a projeção da Isospin número quântico relacionado às forças fortes no estudo das partículas elementares, B é o número bariônico, e S é o número quântico da estranheza da partícula. Esta fórmula foi fundamental para o desenvolvimento posterior do modelo de quarks por Gell-Mann e George Zweig em 1964 (que desenvolveram estudos de forma independente).
Morreu vitimado por leucemia.

## Reconhecimentos
- Prêmio Nishina (1955)[1]
- Japan Academy Prize (1964)[1]
- Person of Cultural Merit (1993)
- Ordem da Cultura (2003)[1][8]
- Bolsa Guggenheim (1965)[9]